# روبلاکس
روبلاکس (به انگلیسی: Roblox) یک پلتفرم آنلاین و سیستم ساخت بازی می‌باشد که توسط شرکت روبلاکس توسعه یافته و به کاربران این امکان را می‌دهد که بازی‌هایی که خودشان یا دیگر کاربران ساخته‌اند را برنامه‌نویسی و بازی کنند. این پلتفرم توسط دیوید بازوسکی و اریک کسل در سال ۲۰۰۴ ایجاد شد و در سال ۲۰۰۶ برای عموم منتشر شد. تا ژوئیهٔ سال ۲۰۲۰، این پلتفرم بیش از ۱۶۴ میلیون کاربر فعال ماهانه داشته است، که نیمی از تمامی کودکان آمریکایی زیر ۱۶ سال را شامل می‌شود.
در روبلاکس شما می‌توانید شخصیت خود را با بیش از ۱۰۰۰۰ موارد زینتی مختلف بسازید و می‌توانید دوستان نزدیک خود را مشخص و با دنبال کردن آن ها  (Follow) همیشه آنها را پیدا کنید. قابلیت بعدی این بازی ساخت گروه و ساخت بازی با اعضای گروه است.

آرم اکنون روبلاکس

از دیگر امکانات این بازی می‌توان به چت خصوصی و چت گروهی نیز اشاره کرد. این بازی دارای خرید برنامه ای است. همینطور با استفاده از روباکس می توان به موارد متنوعی همچون ساخت گروه و بازی دست پیدا کرد. روباکس ها در روبلاکس از ۱ تا ۱۰۰ دلار موجود هستند.
این بازی با روبلاکس استودیو مرتبط است که با استفاده از آن میتوانید بازی های خود را ساخته و با دوستانتان بازی کنید.
این بازی دارای شکل‌های مختلفی است که دارای همه نوع سبک بازی‌ها است مانند: بتل رویال، زامبی، شوتر، داستانی، ماجراجویی، رول پلی، و… است.
Please Donate - Blox Fruits - BrookHaven - Adopt Me هستند. این بازی در سال های اولیه ی خود دو بعدی بوده است. (2D) و با این جزئیات در حال ادامه یافتن است.